# 平成2年台風第20号
平成2年台風第20号（へいせい2ねんたいふうだい20ごう、国際名：ジーン〔Gene〕）は、1990年9月に発生し、日本に上陸した台風である。

## 概要

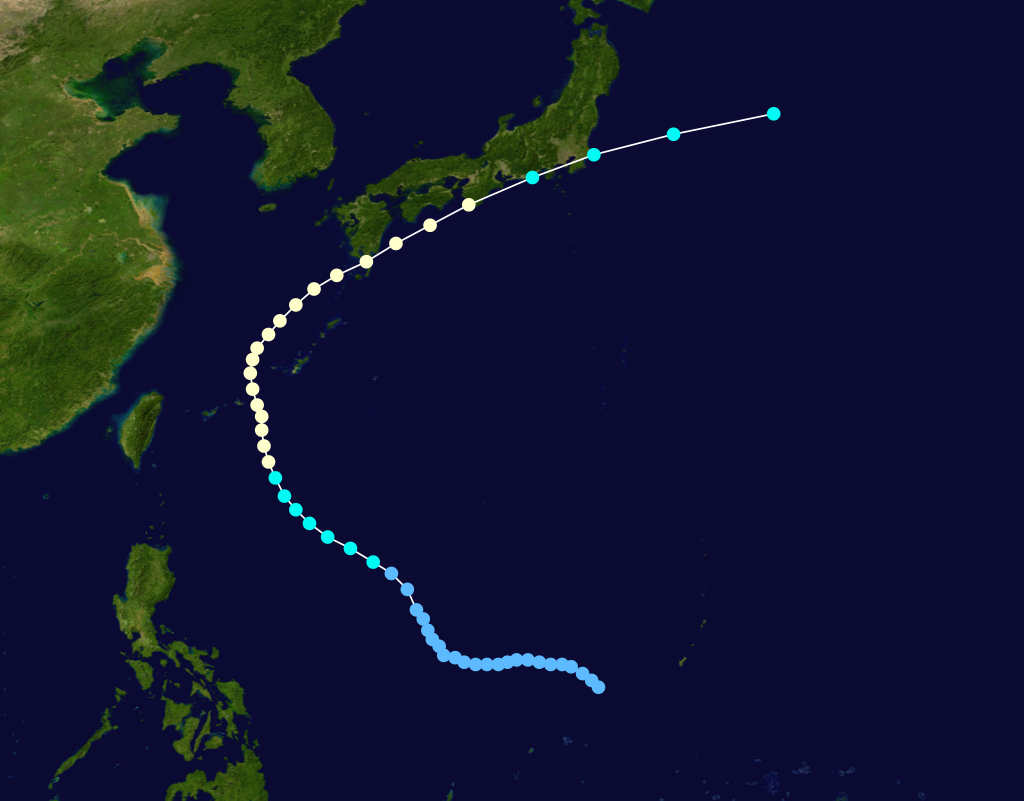
進路図

9月24日9時にフィリピンの東海上で発生した台風20号は発達しながら西進し、27日に沖縄県に接近した。この後、台風は9月19日に上陸し、全国に大災害をもたらした台風19号とほぼ同じような進路を取り、9月29日に九州南部を掠めて四国沖を東進し、9月30日9時30分に11日前に上陸した台風19号と同じ和歌山県白浜町付近に上陸した。上陸後は近畿地方から関東地方にかけて暴風と大雨をもたらしながら東海地方へ進み、同日夜に関東地方を通過して9月30日21時に温帯低気圧に変わった。
日本列島は9月19日に非常に強い勢力で台風19号が近畿地方に上陸し、被害を受けていた矢先の上陸であったため、九州から関東にかけての広範囲で再び被害を受けた。さらにこの8日後の10月8日には台風21号が台風19・20号と類似の進路で和歌山県白浜町付近に上陸し、再び被害を受けることとなった。

## 被害
- 死者5名、行方不明者1名、負傷者24名

## 記録
- 最大瞬間風速63.5m/s（高知県室戸岬）
- 九州から近畿地方では総雨量が500mm以上となった。